# Dolmen von Pacciunituli
Der Dolmen von Pacciunituli bei San-Gavino-di-Carbini gehört zu den pittoresken Megalithanlagen der Insel Korsika. Dolmen ist in Frankreich der Oberbegriff für Megalithanlagen aller Art (siehe: Französische Nomenklatur).
Der Dolmen besticht durch einen riesigen Deckstein. Er liegt in Dreipunktauflage auf vergleichsweise kleinen Tragsteinen, einer davon ragt sogar nadelartig auf und die Anlage ähnelt einem Boulder Burial, das es aber auf Korsika nicht gibt. Außer den Tragsteinen sind noch einige kleine Wandsteine erhalten. Sonstigen Angaben zu Größen und Gewichten können nicht gemacht werden.
Er befindet sich in der Macchie neben dem Feld, wo auch die Menhire von Paccuinituli stehen.